# Альт-Гогенгоф
Альт-Го́генгоф (нем. Alt-Hohenhof, Hohenhof) или мы́за Ва́на-Ка́рьякюла (эст. Vana-Karjaküla mõis) — рыцарская мыза на севере Эстонии, в уезде Харьюмаа. Согласно историческому административному делению, относилась к Кегельскому приходу.

## История
Мыза была основана в 1600-х годах. Первым владельцем поместья в начале XVII века был швед Якоб Филипсон (Jacob Philipson). В продолжение XVII века мызой владели семейства Бюхлинг (Büchling), Эбарс (Ebars), Гелдерн (Geldern) и Зегнер (Segner).
После Северной войны эти земли вошли в состав Российской империи. В первой половине XVIII века усадьба принадлежала по очереди Ф. М. Апраксину, Н. Ф. Головину и Абраму Ганнибалу.
И позже мыза меняла своих владельцев очень часто — ими были фон Глены (von Glehn), фон Гернеты (von Gernet), Пиллар фон Пильхау (Pilar von Pilchau), фон Коскюлль (von Kosküll), фон Краузы (von Kraus), фон Гуки (von Hueck), фон Клугены (von Klugen) и многие другие.
Господский дом часто перестраивался. В начале XX века было выстроено одноэтажное каменное строение с высоким мансардным этажом. Заброшенное и разрушающееся здание было снесено в начале 1990-х годов. 
До наших дней сохранились несколько хозяйственных построек, но в несколько перестроенном виде. Весь центр мызы остался внутри нового посёлка Карьякюла.